# Hanne Haugland
Hanne Birgit Haugland (Haugesund, 14 dicembre 1967) è un'ex altista norvegese, campionessa mondiale ad Atene 1997.

## Record nazionali

### Seniores
- Salto in alto: 2,01 m ( Zurigo, 13 agosto 1997)
- Salto in alto indoor: 2,00 m ( Spała, 17 febbraio 1995 -  Parigi, 8 marzo 1997)

## Palmarès
| Anno | Manifestazione  | Sede       | Evento        | Risultato | Prestazione | Note             |
| ---- | --------------- | ---------- | ------------- | --------- | ----------- | ---------------- |
| 1987 | Europei indoor  | Liévin     | Salto in alto | 11ª       | 1,88 m      |                  |
| 1987 | Mondiali        | Roma       | Salto in alto | 20ª       | 1,85 m      |                  |
| 1988 | Europei indoor  | Budapest   | Salto in alto | 13ª       | 1,80 m      |                  |
| 1989 | Europei indoor  | L'Aia      | Salto in alto | Argento   | 1,96 m      |                  |
| 1989 | Mondiali indoor | Budapest   | Salto in alto | 11ª       | 1,88 m      |                  |
| 1990 | Europei indoor  | Glasgow    | Salto in alto | 4ª        | 1,91 m      |                  |
| 1990 | Europei         | Spalato    | Salto in alto | 8ª        | 1,89 m      |                  |
| 1991 | Mondiali indoor | Siviglia   | Salto in alto | 12ª       | 1,88 m      |                  |
| 1992 | Europei indoor  | Genova     | Salto in alto | 12ª       | 1,88 m      |                  |
| 1993 | Mondiali        | Stoccarda  | Salto in alto | 9ª        | 1,88 m      |                  |
| 1994 | Europei indoor  | Parigi     | Salto in alto | 6ª        | 1,93 m      |                  |
| 1994 | Europei         | Helsinki   | Salto in alto | 5ª        | 1,93 m      |                  |
| 1995 | Mondiali indoor | Barcellona | Salto in alto | 9ª        | 1,93 m      |                  |
| 1995 | Mondiali        | Göteborg   | Salto in alto | 6ª        | 1,96 m      |                  |
| 1996 | Giochi olimpici | Atlanta    | Salto in alto | 8ª        | 1,96 m      |                  |
| 1997 | Mondiali indoor | Parigi     | Salto in alto | Bronzo    | 2,00 m      | Record nazionale |
| 1997 | Mondiali        | Atene      | Salto in alto | Oro       | 1,99 m      |                  |
| 1999 | Mondiali        | Siviglia   | Salto in alto | 10ª       | 1,93 m      |                  |
| 2000 | Giochi olimpici | Sydney     | Salto in alto | 18ª       | 1,89 m      |                  |

## Altre competizioni internazionali
1993
- Bronzo alla Grand Prix Final ( Londra), salto in alto - 1,91 m

1995
- 5ª alla Grand Prix Final ( Monaco), salto in alto - 1,90 m

1997
- 4ª alla Grand Prix Final ( Fukuoka), salto in alto - 1,96 m

1999
- 7ª alla Grand Prix Final ( Monaco di Baviera), salto in alto - 1,90 m